# Sono Art-World Wide Pictures
Sono Art-World Wide Pictures est une société de production et de distribution de films américaine, fondée le 9 septembre 1929 par la fusion de Sono Art Productions et de World Wide Pictures, et l'acquisition concomitante de James Cruze Productions. Un accord est aussi signé avec British International Pictures pour la distribution de leurs films aux États-Unis,,.
En 1933, Sono Art-World Wide Pictures fusionne avec Rayart Pictures pour former Monogram Pictures.

## Filmographie

### comme société de production
- 1929 : Blaze o' Glory de George Crone et Renaud Hoffman
- 1930 : Así es la vida de George Crone
- 1931 : Mounted Fury de Stuart Paton
- 1931 : Neck and Neck de Richard Thorpe
- 1931 : Is There Justice? de Stuart Paton
- 1931 : Honeymoon Lane (en) de William James Craft
- 1931 : Hell Bent for Frisco de Stuart Paton
- 1931 : In Old Cheyenne (en) de Stuart Paton
- 1931 : Air Police de Stuart Paton
- 1931 : Swanee River de Raymond Cannon
- 1932 : The Crooked Circle (en) de H. Bruce Humberstone
- 1932 : Riders of the Desert (en) de Robert N. Bradbury
- 1932 : Cannonball Express de Wallace Fox
- 1932 : Devil on Deck de Wallace Fox

### comme société de distribution
filmographie partielle
- 1927 : Downhill d'Alfred Hitchcock
- 1928 : Le passé ne meurt pas d'Alfred Hitchcock
- 1929 : The Manxman d'Alfred Hitchcock
- 1929 : Chantage d'Alfred Hitchcock
- 1929 : Picadilly d'Ewald André Dupont
- 1929 : Gabbo le ventriloque de James Cruze et Erich von Stroheim